# Paniora
Paniora (en español espaniola o los españoles) es una iwi del pueblo maorí, descendiente del español Manuel José de Frutos. Se trata de un clan muy reconocido en Nueva Zelanda, y en 2022 constituía la familia más numerosa del país, teniendo entre 15.000 y más de 20.000 descendientes.
Procede de los Ngāti Porou, la segunda tribu más grande del país, y la mayoría de sus miembros vive en una de las zonas más remotas de la Isla Norte (en maorí Te Ika ā Maui), en la Región de Gisborne.

## Historia
La iwi paniora tiene su origen en el primer tercio del siglo XIX, cuando el español Manuel José de Frutos, marinero de un ballenero británico desembarcó en Port Awanui, en la costa este de Nueva Zelanda, y se integró en la tribu maorí de los Ngāti Porou, quienes le llamaron Paniora, que en español quiere decir espaniola o los españoles. Llegó a casar hasta con cinco mujeres de la tribu, llamadas Te Herekaipuke, Kataraina, Mihita Heke, Uruhana y Maraea, de las que tuvo 9 hijos, 41 nietos y 299 bisnietos. Su muerte se sitúa en 1873, y en 1980 se levantó un mausoleo en el que descansan sus restos, en Taumata, en la conjunción del río Waiapu y el océano Pacífico, y su tumba es lugar de peregrinaje y ofrendas. Su historia está recogida en el libro Ramas de olivo, cuyo prólogo dice «Aunque descendientes de cinco mujeres, los lazos de esta familia son fuertes, la sangre española que les diste, les da un lazo común. Pero tú todavía permaneces en las sombras, un español sin pasado, un vínculo en Awa Nui, es donde tu olivo permanece firme», haciendo alusión a un olivo que su fundador sembró allí en 1834 con una semilla que había guardado desde España, y que se conserva en la actualidad.
En el año 2006 una periodista neozelandesa consiguió conocer su origen, identificando el municipio segoviano de Valverde del Majano como el lugar de nacimiento de Manuel José. Ese mismo año un grupo del clan viajó a España para conocer la tierra de su fundador. Después de visitar el municipio, donde fueron recibidos por el rey Juan Carlos I de España, y donde se levantó un tótem conmemorativo que incluye dos piedras de jaspe que trajeron de su tierra,  hicieron turismo por otras ciudades castellanas.
Su cultura está muy influenciada por las tradiciones españolas, y desde 1981 celebran un encuentro en el pequeño pueblo costero de Tikitiki, donde organizan una gran fiesta al estilo español, en la que están presentes elementos tan españoles como los caballos, la guitarra, el flamenco o los toros. En ella es habitual ver sombreros cordobeses y vestidos de flamenca, y otras vestimentas hispanas como los sombreros mexicanos o los ponchos peruanos. Además, desde su primer viaje a España celebran el Día de la Hispanidad.
Su escudo familiar está compuesto por un castillo, una rama de olivo y varias franjas quebradas rojas y amarillas, y está rodeado por la inscripción «Adelante para siempre» y el nombre de Manuel José.
Su historia se hizo pública en España en 2006 a través de un documental emitido en Canal Sur titulado Debajo de tus pies, obra de Álvaro Toepke y Ángel Serrano. También se basa en el clan el documental El clan español en Nueva Zelanda, dirigido por Juan Manuel Cuéllar y Samuel Alejandro Pilar en 2018. Además, en él se ambienta la obra teatral Paniora, escrita por Briar Grace-Smith en 2014 y dirigida por Colin McColl.